# 大島町
大島町（日语：／ Ōshima machi */?）為東京都島嶼部中北端的一個自治體，範圍為伊豆大島全域。氣候溫暖，年平均氣溫為攝氏15.8度。面積91.06平方公里，人口7,417人。

## 地理
位于東京都心以南約120公里的太平洋上，為伊豆諸島中最大的島。島上最高山為三原山。

## 外部連結
- 東京都港灣局 大島機場 （页面存档备份，存于）（日語）
- 國土交通省東京航空局 大島空港 （页面存档备份，存于）（日語）
- 新中央航空調布↔大島航班表 （页面存档备份，存于）（日語）
- 東邦航空大島航班表 （页面存档备份，存于）（日語）
- 東海汽船（页面存档备份，存于）（日語）
- 大島測候所（日語）